# Адміністративний устрій Кодимського району
Адміністративний устрій Кодимського району — адміністративно-територіальний поділ ліквідованого Кодимського району Одеської області на 1 міську, 1 селищну та 17 сільських рад, які об'єднували 26 населених пунктів та були підпорядковані Кодимській районній раді. Адміністративний центр — місто Кодима.
Кодимський район був ліквідований 17 липня 2020 року.

## Список радКодимського району
| №  | Назва                        | Центр            | Населені пункти                         | Площа км² | Місце за площею | Населення (2001), чол. | Місце за населенням | Розташування |
| -- | ---------------------------- | ---------------- | --------------------------------------- | --------- | --------------- | ---------------------- | ------------------- | ------------ |
| 1  | Кодимська міська рада        | м. Кодима        | м. Кодима                               |           |                 |                        |                     |              |
| 2  | Слобідська селищна рада      | смт Слобідка     | смт Слобідка с. Правда                  |           |                 |                        |                     |              |
| 3  | Баштанківська сільська рада  | с. Баштанків     | с. Баштанків                            |           |                 |                        |                     |              |
| 4  | Будеївська сільська рада     | c. Будеї         | c. Будеї                                |           |                 |                        |                     |              |
| 5  | Грабівська сільська рада     | c. Грабове       | c. Грабове с. Сергіївка                 |           |                 |                        |                     |              |
| 6  | Загнітківська сільська рада  | c. Загнітків     | c. Загнітків                            |           |                 |                        |                     |              |
| 7  | Івашківська сільська рада    | c. Івашків       | c. Івашків                              |           |                 |                        |                     |              |
| 8  | Крутівська сільська рада     | c. Круті         | c. Круті с. Семенівка                   |           |                 |                        |                     |              |
| 9  | Лабушненська сільська рада   | c. Лабушне       | c. Лабушне                              |           |                 |                        |                     |              |
| 10 | Лисогірська сільська рада    | c. Лисогірка     | c. Лисогірка с. Федорівка               |           |                 |                        |                     |              |
| 11 | Малослобідська сільська рада | c. Мала Слобідка | c. Мала Слобідка                        |           |                 |                        |                     |              |
| 12 | Олексіївська сільська рада   | c. Олексіївка    | c. Олексіївка                           |           |                 |                        |                     |              |
| 13 | Петрівська сільська рада     | c. Петрівка      | c. Петрівка с. Олександрівка с. Стримба |           |                 |                        |                     |              |
| 14 | Пиріжнянська сільська рада   | c. Пиріжна       | c. Пиріжна                              |           |                 |                        |                     |              |
| 15 | Писарівська сільська рада    | c. Писарівка     | c. Писарівка                            |           |                 |                        |                     |              |
| 16 | Сербівська сільська рада     | c. Серби         | c. Серби                                |           |                 |                        |                     |              |
| 17 | Смолянська сільська рада     | c. Смолянка      | c. Смолянка                             |           |                 |                        |                     |              |
| 18 | Тимківська сільська рада     | c. Тимкове       | c. Тимкове с. Кирилівка                 |           |                 |                        |                     |              |
| 19 | Шершенецька сільська рада    | c. Шершенці      | с. Шершенці                             |           |                 |                        |                     |              |

* Примітки: м. — місто, с-ще — селище, смт — селище міського типу, с. — село